# Thornwood (New York)
Pour l’article homonyme, voir Thornwood Common.
Thornwood est une census-designated place du comté de Westchester, dans l'État de New York, aux États-Unis,. En 2020, elle compte une population de 3 960 habitants.
La mort du bébé Kristie Fischer y a eu lieu en 1991.

## Économie
À Thornwood se trouve le siège nord-américain de Carl Zeiss, une multinationale allemande qui fabrique des systèmes optiques, des mesures industrielles et des appareils médicaux.